# Maurice Blanc (architecte)
Pour les articles homonymes, voir Maurice Blanc et Blanc (homonymie).
Maurice Blanc est un architecte français, né le 9 juin 1924 à Grenoble et mort le 17 novembre 1988 à La Tronche.

## Biographie
Études au lycée Champollion de Grenoble, puis à École nationale supérieure d'architecture de Grenoble. Architecte diplômé par le gouvernement à Grenoble de 1951 à 1964. Conseiller municipal et adjoint à l'urbanisme de la ville de Grenoble de 1965 à 1971.
Il est président de l'Université Permanente des Architectes de la région Rhône-Alpes de 1960 à 1965.

## Réalisations
- 1953, Logements de l'usine Pechiney de Saint-Jean-de-Maurienne
- 1958, Théâtre en Rond de Sassenage[1]
- 1964, Église Saint-Jean de Grenoble, boulevard Joseph-Vallier[2],[3] (label Patrimoine du XXe siècle en Rhône-Alpes)[4] (église sur un plan circulaire et juchée sur pilotis, restaurée en 1979)
- 1964, Faculté de droit et des sciences économiques de Grenoble
- 1970, cimetière de la Falaise à Sassenage (label Patrimoine du XXe siècle en Rhône-Alpes)[5]
- 1971, Cité dite Résidence 2000 à Grenoble (label Patrimoine du XXe siècle en Rhône-Alpes)[6],[7]
- Résidence 2000 à Valence et Chambery